# Đảng Cộng sản Đức
Đảng Cộng sản Đức (tiếng Đức: Deutsche Kommunistische Partei) là một Đảng Cộng sản tại Đức được thành lập vào năm 1968, được coi là nối tiếp Đảng Cộng sản của nước Đức

## Lịch sử
Đảng Cộng sản Đức tự xem mình là một sự phục hồi của Đảng Cộng sản của nước Đức (KPD), vốn đã bị cấm bởi Tòa án Hiến pháp Liên bang Đức vào năm 1956. Đảng mới được thành lập vào năm 1968 bởi cựu đảng viên KPD hợp tác chặt chẽ với các đảng cầm quyền tại Đông Đức (Cộng hòa Dân chủ Đức), Đảng Xã hội Chủ nghĩa Thống nhất Đức (SED), từ đó DKP nhận được cả hai chỉ thị chính trị và - thông qua chuyển giao bí mật - phần lớn tài trợ cho quỹ của mình.

## Phát triển
Theo cơ quan bảo vệ hiến pháp, trong năm thành lập DKP có 9.000, sang năm 1969 lên tới 23.000 và 1973 39.000 đảng viên. Cho tới cuối thập niên số đảng lên xuống trên dưới 40.000. Sau khi chế độ Đông Đức (DDR) sụp đổ thì số đảng viên giảm xuống rất nhanh, 1989 còn 35.000, 1995 6.000, 2001 4.500, 4200 (2008), 4000 (2009) cho tới 2013 chỉ còn 3500.
Đa số đảng viên là công nhân. Một số thuộc cả những tổ chức con chính thức tự lập như tổ chức trẻ em "Junge Pioniere" (JP), tổ chức thanh thiếu niên "Sozialistische Deutsche Arbeiterjugend" (SDAJ) hay tổ chức sinh viên "Marxistischer Studentenbund Spartakus" (MSB).

## Kết quả bầu cử
Gần đây, Đảng Cộng sản Đức cũng tham gia tranh cử tại Quốc hội Liên bang Đức (Bundestag) và Nghị viện châu Âu, nhưng đều không thành công và không đạt được số phiếu bầu tối thiểu. 

### Bundestag
| Năm bầu cử | # tổng số phiếu | % tỉ lệ phiếu | # của số ghế |
| ---------- | --------------- | ------------- | ------------ |
| 1972       | 113.891         | 0,3%          | 0            |
| 1976       | 118.581         | 0,3%          | 0            |
| 1980       | 71.600          | 0,2%          | 0            |
| 1983       | 64.986          | 0,2%          | 0            |
| 1987       | -               | -             | -            |
| 1990       | -               | -             | -            |
| 1994       | -               | -             | -            |
| 1998       | -               | -             | -            |
| 2002       | -               | -             | -            |
| 2005       | -               | -             | -            |
| 2009       | 1.894           | 0,0%          | 0            |
| 2013       | -               | -             | -            |

### Nghị viện châu Âu
| Năm bầu cử | # tồng số phiếu bầu | % tỉ lệ phiếu bầu | # số ghế |
| ---------- | ------------------- | ----------------- | -------- |
| 1979       | 112,055             | 0.4%              | 0        |
| 1984       | -                   | -                 | -        |
| 1989       | 57.704              | 0,2%              | 0        |
| 1994       | -                   | -                 | -        |
| 1999       | -                   | -                 | -        |
| 2004       | 37.160              | 0,1%              | 0        |
| 2009       | 25.615              | 0,1%              | 0        |
| 2014       | 25.204              | 0,1%              | 0        |